# 利兹 (阿拉巴马州)
利兹（英語：Leeds）是美国阿拉巴马州下属的一座城市。面积约为22.86平方英里（约合59.21平方公里）。根据2010年美国人口普查，该市有人口11,773人，人口密度为514.94/平方英里（约合198.83/平方公里）。